# Pays de la Côte-en-Chablais
 (février 2017).
Si vous disposez d'ouvrages ou d'articles de référence ou si vous connaissez des sites web de qualité traitant du thème abordé ici, merci de compléter l'article en donnant les références utiles à sa vérifiabilité et en les liant à la section « Notes et références ».
Le pays de la Côte en Chablais est une région naturelle du Chablais français, (département de la Haute-Savoie, région Rhône-Alpes), constitué des territoires s'étendant aux portes de Genève entre les agglomérations d'Annemasse et de Thonon-les-Bains.
Il est administrativement partagé entre trois cantons (Annemasse Nord, Douvaine, Thonon Ouest) et deux arrondissements (Saint-Julien-en-Genevois et Thonon). 

Électoralement, il fait partie de la cinquième circonscription de Haute-Savoie.

## Communes
- Allinges, école
- Armoy, école
- Bons-en-Chablais (4 500 hab.), école publique et école privée, collège de La Côte
- Brenthonne (700 hab.), école
- Cervens (700 hab.), école
- Draillant (600 hab.), école
- Fessy (600 hab.), école
- Lully (500 hab.), école
- Lyaud, école maternelle
- Machilly (900 hab.), école
- Orcier (700 hab.), école
- Perrignier (1 400 hab.), école
- Saint-Cergues (2 500 hab.), école

## Histoire
L'abbé Trosset indique que la partie supérieure du Bas-Chablais ayant pris le nom de « La Côte » correspond à l'ancien comté de Langin. Ce comté s'organise autour du château de Langin, à Bons, ainsi que la maison forte de Grésy, et les paroisses de Fessy, Lully, Saint-Didier, Machilly, Brenthonne, Avully (château d'Avully) et le Buet.

## Géographie
Le pays de la Côte en Chablais s'étend entre le Mont Boisy (735 m) au nord-ouest, et la chaîne préalpine du massif des Voirons s'étendant du Grand Signal (1 486 m) au Mont d'Hermone (1 420 m), soit 22 km de long et 7 km de large.
Le territoire est constitué de 2 grandes zones géographiques
au nord, une zone de collines, passage naturel entre Annemasse et Thonon-les-Bains ;
Au sud, le massif montagneux des Voirons, aussi connu sous le terme de « balcon du Léman ». Ce massif surplombant le Lac léman, sépare la plaine du Chablais français et le pays de la Vallée Verte, accessible par le col de Saxel et le col de Cou.

### Accès
Par la route depuis Annemasse à l'ouest, Thonon-les-Bains au nord-est, et le pays de la Vallée Verte au sud ;
par l'autoroute A40, sortie Annemasse, à 11 km ;
gares à Annemasse et à Thonon-les-Bains, gares secondaires à Machilly, Bons-en-Chablais et Perrignier ;
aéroport international de Genève-Cointrin à 21 km.

## Économie
Agriculture de montagne : élevage, fromages, fourrage, miel, exploitation de la forêt, fruits rouges (fraises, framboises, cassis, groseilles)
Fromageries à Cervens, Bons-en-Chablais, Brenthonne et Lully.
Tourisme vert
Artisanat : ferronneries à Langin et à Bons-en-Chablais, poteries à Bons-en-Chablais et Lully
Zones de petites industries
Zones commerciales
Travailleurs frontaliers vers les cantons suisses de Genève, de Vaud et du Valais.

## Tourisme
Capacités touristiques : Camping-Caravanig à Saxel, hôtels à Saint-Cergues et Bons-en-Chablais, nombreux meublés classés, pensions de famille, camping à la ferme et gîtes ruraux. Restaurants. Colonies de vacances à Saxel, Machilly et Saint-Cergues.

### Monuments, curiosités et sites naturels
- Cascade de Pissevache à Brenthonne
- Lac de Machilly
- Dolmen de Saint-Cergues
- Châteaux de la Rochette et de Buffavent à Lully
- Château d'Avully à Brenthonne
- Église de Brens de style néoclassique (du XVe siècle)
- Château-Neuf et Château-Vieux d'Allinges
- Tour de Langin

### Activités de sports et de loisirs
Sports : cyclotourisme, tennis dans chaque village, Golf d'Évian, randonnées (GR balcon du Léman), pêche en rivière et dans le lac de Machilly
Excursions : Thonon-les-Bains (9 km), Évian-les-Bains (18 km), Genève (14 km), village médiéval d'Yvoire (17 km), randonnées, bateaux du lac Léman, les Gorges du Diable (30 km)
Stations de ski : Les Brasses à (22 km).

### Évènements sportifs et culturels
Printemps :
Été :
Automne : Foire de la Saint-Martin à Bons-en-Chablais
Hiver :

### Produits locaux
Truites des rivières de montagne
Importantes cultures de fraises, framboises, cassis et groseilles
Miels